# 中村 (神奈川県足柄上郡)
中村（なかむら）は、神奈川県足柄上郡に存在した村。現在の中井町西部、東名高速道路・中井パーキングエリア付近から南東を占めた。

## 地理
- 川 ： 中村川、藤沢川
- 湖 ： 震生湖（当時は存在せず）

## 歴史

### 村名の由来
古代・中世に存在した中村郷（中村荘）より。

### 沿革
- 1889年（明治22年）4月1日 - 町村制の施行により、藤沢村、久所村、北田村、遠藤村、田中村、半分形村、岩倉村、古怒田村、鴨沢村、雑色村、松本村、比奈窪村、境村、境別所村および井ノ口村、足柄下郡小竹村飛地が合併して中村が発足。
- 1908年（明治41年）4月1日 - 井ノ口村と合併して中井村が発足。同日中村廃止。